# Stargazer (літак)
Stargazer, реєстраційний номер N140SC —- модифіковане повітряне судно Lockheed L-1011 TriStar. Використовується Orbital Sciences Corporation (OSC), як літак-носій та стартовий майданчик для ракети-носія Пегас. За станом на червень 2012 року зі Старгейзера було здійснено близько 35 пусків ракет конфігурації Pegasus-H і Pegasus-XL.
Перший запуск Пегасу зі Старгейзеру відбувся 27 червня 1994 р. Для Pegasus-XL це був найперший запуск взагалі. Для попередніх пусків, і для 4-ох наступних, використовувався Боїнг НАСА NB-52B Balls 8, оскільки оригінальний Пегас був несумісний за розмірами зі Старгейзером. Для вирішення цієї проблеми було розроблено так званий гібридний Pegasus-H з опущеним хвостовим оперенням.
Окрім Пегасів, Старгейзер використовувався для стендових тестів та транспортування Orbital Sciences X-34, однак кидкові випробування виконувались на Balls 8. OSC також надає судно для дослідницьких цілей. Воно може підіймати груз 23 тони на висоту 12,8 км.
Запуск Пегасів за допомогою Старгейзера зазвичай відбувається з бази Ванденберг. Однак запуски вібувалися також і з миса Канаверал, Воллопса та за межами США з атолу Кваджалейн на Маршаллових островах та з аеропорту Гран-Канарія в Іспанії.
У 2015, після злиття Orbital Sciences та Alliant Techsystems, літак було перефарбовано в нову ліврею.